# Xã Berkshire, Quận Delaware, Ohio
Xã Berkshire (tiếng Anh: Berkshire Township) là một xã thuộc quận Delaware, tiểu bang Ohio, Hoa Kỳ. Năm 2010, dân số của xã này là 3.085 người.